# رید دایموند
رید دایموند (انگلیسی: Reed Diamond؛ زادهٔ ۲۰ ژوئیهٔ ۱۹۶۷) یک هنرپیشه، و بازیگر سینما اهل ایالات متحده آمریکا است.
از فیلم‌های معروف او می‌توان به بازی در مجموعه تلویزیونی پاکسازی، ممفیس بل و ویوارد پینز اشاره کرد.